# 方粉蝶屬
方粉蝶屬（學名：Dercas）是粉蝶科黃粉蝶亞科裡的一個屬。共有5個物種，分佈於東南亞。幼蟲的寄主為豆科（Fabaceae）植物。

## 物種
- 檀方粉蝶 Dercas verhuelli
- 戈比方粉蝶 Dercas gobrias
- 黑角方粉蝶 Dercas lycorias
- 橙翅方粉蝶 Dercas nina
- 暗紋方粉蝶 Dercas enara

## 文獻
- 寿建新 周尧 李宇飞. . 中國: 陝西科學技術出版社. 2006-04-01. ISBN 9787536936768 （中文（简体））.

## 外部連結
- 维基共享资源上的相關多媒體資源：方粉蝶屬
- 維基物種上的相關：方粉蝶屬
- Dercas （页面存档备份，存于） - funet.fi